# Ȳ
Ȳ, ȳ (Y с макроном) — буква расширенной латиницы, используемая в вымершем ливском языке, в языке маори, в латыни и древнеанглийском языках.

## Использование
- В ливском языке обозначала долгий звук [ɨː]. В языке Маори также обозначала долгий звук [ɨː].
- В древнеанглийском долгий звук [yː].
- В латыни используется только в заимствованных словах.
- Также используется в Корнском языке.
- Используется в романизации ISO 9.
- В Юникоде кодируется как U+0232.

Использование этой буквы в других языках неизвестно[уточнить].